# Konrad Kruczkowski
Konrad Kruczkowski (ur. 9 marca 1986 w Krakowie) – polski bloger, dziennikarz i reportażysta.
Absolwent VIII LO im. Stanisława Wyspiańskiego w Krakowie. Następnie dwukrotnie podejmował studia teologiczne na Uniwersytecie Papieskim im. Jana Pawła II w Krakowie, których nie ukończył.

## Życiorys
W wieku 15 lat debiutował w miesięczniku Panorama Powiatu Wielickiego. W czasie studiów związał się z branżą reklamową. W 2013 wrócił do zawodu dziennikarza. Współpracował z miesięcznikiem W Drodze, portalem Deon.pl, Onet i Magazynem Coaching. Prowadzi blog o tematyce społecznej haloziemia.pl
W latach 2014–2017 był ambasadorem Stowarzyszenia WIOSNA. W 2018 związał się z Fundacją Anny Dymnej „Mimo Wszystko”.
Mieszka w Wieliczce.

## Nagrody i wyróżnienia
- Blog Roku 2013[1]
- Blog Blogerów 2013[1]
- Blog Roku 2013 w kategorii Polityka, publicystyka i społeczeństwo[1]
- Blog Forum Gdańsk Award 2015 – Bloger Odpowiedzialny Społecznie[2]
- Blog Forum Gdańsk Award 2016 – Bloger Odpowiedzialny Społecznie[3]
- Nagroda Newseeka im. Teresy Torańskiej 2016 – Najlepszy w Internecie[4]
- Kampania Społeczna Roku 2016[5]
- Książka Miesiąca Sierpnia Magazynu Literackiego KSIĄŻKI (2016)
- Książka Miesiąca Maja Magazynu Literackiego KSIĄŻKI (2017)
- Złoty Spinacz[6]

## Książki
- Halo Człowiek. Rozmowy o tym co ważne, wydawnictwo Zielona Sowa, Warszawa 2016, ISBN 978-83-7983-931-5.
- Halo Tato. Reportaże o dobrym ojcostwie, wydawnictwo Zielona Sowa, Warszawa 2017, ISBN 978-83-8073-324-4.